# Matiguás
Matiguás è un comune del Nicaragua facente parte del dipartimento di Matagalpa. Conta 41 125 abitanti (dati 2005).